# Julio Arce
Julio Arce (Miami, Florida; 27 de octubre de 1989) es un artista marcial mixto estadounidense que compite en la división de peso pluma de Ultimate Fighting Championship.

## Primeros años
A los catorce años y con un peso de 200 libras, se unió al gimnasio de combate Team Tiger Schulmann para perder peso. Empezó a entrenar, compitió en kick boxing y ganó el campeonato de Golden Gloves de Nueva York en 2011 en boxeo antes de pasar a las MMA en 2012.

## Carrera en artes marciales mixtas

### Inicios
Comenzó su carrera profesional de MMA desde 2012 y disputó la mayoría de sus combates en la promoción Ring of Combat y fue campeón de peso gallo y peso pluma. Acumuló un récord de 8-1 antes de fichar por la UFC.

### Dana White's Tuesday Night Contender Series
Apareció en el programa Dana White's Contender Series 5. Se enfrentó a Peter Petties y ganó el combate por TKO. Incluso con la victoria, no obtuvo el contrato de la UFC en ese evento, pero fue llamado para sustituir al lesionado Charles Rosa en UFC 200.

### Ultimate Fighting Championship
Debutó en la UFC contra Dan Ige el 20 de enero de 2018 en UFC 220. Ganó el combate por decisión unánime.
Se enfrentó a Daniel Teymur el 1 de junio de 2018 en UFC Fight Night: Rivera vs. Moraes. Ganó el combate por sumisión en el tercer asalto.
Se enfrentó a Sheymon Moraes el 3 de noviembre de 2018 en UFC 230. Perdió el combate por decisión dividida.
Se enfrentó a Julian Erosa el 18 de mayo de 2019 en UFC Fight Night: dos Anjos vs. Lee. Ganó el combate por KO en el tercer asalto.
Se enfrentó a Hakeem Dawodu el 2 de noviembre de 2019 en UFC 244. Perdió el combate por decisión dividida.
Se esperaba que se enfrentara a Timur Valiev el 6 de febrero de 2021 en UFC Fight Night: Overeem vs. Volkov. Sin embargo, fue retirado del evento a finales de enero por razones no reveladas y sustituido por Martin Day.
Se enfrentó a Andre Ewell el 24 de julio de 2021 en UFC on ESPN: Sandhagen vs. Dillashaw. Ganó el combate por TKO en el segundo asalto.
Se enfrentó a Song Yadong el 13 de noviembre de 2021 en UFC Fight Night: Holloway vs. Rodríguez. Perdió el combate por TKO en el segundo asalto.
Se enfrentó a Daniel Santos el 9 de abril de 2022 en UFC 273. En el pesaje, pesó 136.5 libras, media libra por encima del límite de la pelea de peso gallo sin título. El combate se celebró en un peso de acordado y perdió el 20% de su bolsa, que fue a parar a Santos. Ganó el combate por decisión unánime.
Se enfrentó a Montel Jackson el 12 de noviembre de 2022 en UFC 281. Perdió el combate por decisión unánime.
Está programado para enfrentarse a Cody Garbrandt el 4 de marzo de 2023 en UFC 285.

## Campeonatos y logros

### Artes marciales mixtas
- Ring of Combat
  - Campeonato de Peso Gallo de Ring of Combat (cinco veces)[35][36][6]
  - Campeonato de Peso Pluma de Right of Combat (tres veces)[7][8][9]

### Boxeo
- Golden Gloves
  - Campeón de Golden Gloves 2011[37]

## Vida personal
Trabaja como instructor de MMA en el gimnasio deportivo Tiger Schulmann de Queens.

## Récord en artes marciales mixtas
| Récord profesional | Récord profesional | Récord profesional |
| 25 peleas          | 19 victorias       | 6 derrotas         |
| ------------------ | ------------------ | ------------------ |
| Nocaut             | 6                  | 1                  |
| Sumisión           | 5                  | 1                  |
| Decisión           | 8                  | 4                  |

| Resultado | Récord | Oponente          | Método                                     | Evento                                  | Fecha                    | Ronda | Tiempo | Localización                | Notas                                                              |
| --------- | ------ | ----------------- | ------------------------------------------ | --------------------------------------- | ------------------------ | ----- | ------ | --------------------------- | ------------------------------------------------------------------ |
| Victoria  | 19-6   | 🇧🇷 Herbert Burns  |                                            | UFC Fight Night                         | 30 de marzo de 2024      | 2     |        |                             |                                                                    |
| Derrota   | 18-6   | Montel Jackson    | Decisión (unánime)                         | UFC 281                                 | 12 de noviembre de 2022  | 3     | 5:00   | Nueva York                  |                                                                    |
| Victoria  | 18-5   | Daniel Santos     | Decisión (unánime)                         | UFC 273                                 | 9 de abril de 2022       | 3     | 5:00   | Jacksonville, Florida       | Combate de peso acordado en (136 libras); Arce no alcanzó el peso. |
| Derrota   | 17-5   | Song Yadong       | TKO (patada en la cabeza y puñetazos)      | UFC Fight Night: Holloway vs. Rodríguez | 13 de noviembre de 2021  | 2     | 1:35   | Las Vegas, Nevada           |                                                                    |
| Victoria  | 17-4   | Andre Ewell       | TKO (puñetazos)                            | UFC on ESPN: Sandhagen vs. Dillashaw    | 24 de julio de 2021      | 2     | 3:45   | Las Vegas, Nevada           | Combate de peso gallo.                                             |
| Derrota   | 16-4   | Hakeem Dawodu     | Decisión (dividida)                        | UFC 244                                 | 2 de noviembre de 2019   | 3     | 5:00   | Nueva York                  |                                                                    |
| Victoria  | 16-3   | Julian Erosa      | KO (patada en la cabeza)                   | UFC Fight Night: dos Anjos vs. Lee      | 18 de mayo de 2019       | 3     | 1:49   | Rochester, Nueva York       |                                                                    |
| Derrota   | 15-3   | Sheymon Moraes    | Decisión (dividida)                        | UFC 230                                 | 3 de noviembre de 2018   | 3     | 5:00   | Nueva York                  |                                                                    |
| Victoria  | 15-2   | Daniel Teymur     | Sumisión (estrangulamiento por detrás)     | UFC Fight Night: Rivera vs. Moraes      | 1 de junio de 2018       | 3     | 2:55   | Utica, Nueva York           |                                                                    |
| Victoria  | 14-2   | Dan Ige           | Decisión (unánime)                         | UFC 220                                 | 20 de enero de 2018      | 3     | 5:00   | Boston, Massachusetts       |                                                                    |
| Victoria  | 13-2   | Peter Petties     | TKO (puñetazos)                            | Dana White's Contender Series 5         | 8 de agosto de 2017      | 2     | 2:39   | Las Vegas, Nevada           |                                                                    |
| Victoria  | 12-2   | Tim Dooling       | Decisión (unánime)                         | ROC 59                                  | 2 de junio de 2017       | 3     | 5:00   | Atlantic City, Nueva Jersey | Defendió el Campeonato de Peso Pluma de Ring of Combat.            |
| Victoria  | 11-2   | Frank Buenafuente | Sumisión (estrangulamiento por detrás)     | ROC 58                                  | 24 de febrero de 2017    | 2     | N/A    | Atlantic City, Nueva Jersey | Defendió el Campeonato de Peso Pluma de Ring of Combat.            |
| Victoria  | 10-2   | Frank Buenafuente | Decisión                                   | ROC 57                                  | 18 de noviembre de 2016  | 3     | 5:00   | Atlantic City, Nueva Jersey | Ganó el Campeonato de Peso Pluma de Ring of Combat.                |
| Victoria  | 9-2    | Francisco Isata   | Sumisión (estrangulamiento por detrás)     | CFFC 60                                 | 6 de agosto de 2016      | 2     | 3:16   | Atlantic City, Nueva Jersey | Debut en el peso pluma.                                            |
| Derrota   | 8-2    | Brian Kelleher    | Sumisión (estrangulamiento por guillotina) | ROC 54                                  | 4 de marzo de 2016       | 3     | 0:18   | Atlantic City, Nueva Jersey | Por el Campeonato de Peso Gallo de Ring of Combat.                 |
| Derrota   | 8-1    | Brian Kelleher    | Decisión (mayoritaria)                     | ROC 52                                  | 25 de septiembre de 2015 | 3     | 5:00   | Atlantic City, Nueva Jersey | Perdió el Campeonato de Peso Gallo de Ring of Combat.              |
| Victoria  | 8-0    | Michael Imperato  | Decisión (unánime)                         | ROC 51                                  | 5 de junio de 2015       | 3     | 5:00   | Atlantic City, Nueva Jersey | Defendió el Campeonato de Peso Gallo de Ring of Combat.            |
| Victoria  | 7-0    | Thomas Vasquez    | TKO (puñetazos)                            | ROC 50                                  | 23 de enero de 2015      | 3     | 3:46   | Atlantic City, Nueva Jersey | Defendió el Campeonato de Peso Gallo de Ring of Combat.            |
| Victoria  | 6-0    | Jake Grigson      | Sumisión (estrangulamiento por detrás)     | ROC 49                                  | 19 de septiembre de 2014 | 1     | 2:20   | Atlantic City, Nueva Jersey | Defendió el Campeonato de Peso Gallo de Ring of Combat.            |
| Victoria  | 5-0    | Jason McLean      | Decisión (unánime)                         | ROC 47                                  | 24 de enero de 2014      | 3     | 5:00   | Atlantic City, Nueva Jersey | Ganó el Campeonato de Peso Gallo de Ring of Combat.                |
| Victoria  | 4-0    | Corey Simmons     | Sumisión (estrangulamiento por detrás)     | ROC 46                                  | 20 de septiembre de 2013 | 2     | 3:49   | Atlantic City, Nueva Jersey |                                                                    |
| Victoria  | 3-0    | Dennis Dombrow    | Decisión (unánime)                         | ROC 45                                  | 14 de junio de 2013      | 3     | 5:00   | Atlantic City, Nueva Jersey |                                                                    |
| Victoria  | 2–0    | Umaer Haq         | Decisión (unánime)                         | Xtreme Caged Combat: Backlash           | 2 de noviembre de 2012   | 3     | 5:00   | Filadelfia, Pensilvania     |                                                                    |
| Victoria  | 1–0    | Kenneth Nagle     | KO (puñetazos)                             | Matrix Fights 6                         | 13 de julio de 2012      | 1     | 1:46   | Filadelfia, Pensilvania     | Debut en el peso gallo.                                            |